# Habitat dans l'Égypte antique
L'habitat des égyptiens de l'antiquité varie selon la position sociale.
Les maisons des paysans sont faites de murs de briques crues structurées avec des colonnes de roseaux liés. Les briques sont fabriquées avec la boue récoltée sur les rives du Nil, de la paille et de l'eau. Ces constructions en torchis sont compatibles avec le climat sec du pays.
Les artisans possèdent des maisons également en briques crues mais à un ou deux niveaux. Ils sont parfois regroupés dans un village comme à Deir el-Médineh.
Les demeures des notables sont plus luxueuses et plus grandes, avec un étage. Au rez-de-chaussée il y a les pièces destinées à l’approvisionnement, les salles de réception et de séjour ; à l'étage, les chambres avec leurs salles de bain, meublées de manière raffinée.
Les palais royaux sont au cœur de véritables villes avec des résidences distinctes pour Pharaon et sa famille, un temple avec une maison de vie associée, une caserne pour l'armée. Dans ces villes vivent des ouvriers, des artisans, des militaires, des commerçants. Ils se retrouvent à la maison de bière.